# Friedrich Wilhelm von Seydlitz

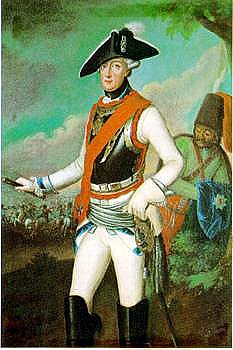
Chân dung Friedrich Wilhelm von Seydlitz.

Friedrich Wilhelm Freiherr von Seydlitz (3 tháng 2 năm 1721 – 27 tháng 8 năm 1773) là một viên tướng kỵ binh Phổ thời Friedrich Đại đế. Seydlitz được biết đến vì phong cách dùng binh táo bạo và khả năng truyền cảm hứng cho sĩ tốt dưới quyền. Seydlitz đã góp phần xây dựng kỵ binh Phổ thành một trong những đội quân kỵ mã thượng hạng của châu Âu thời bấy giờ, và chỉ huy các đơn vị kỵ binh lập nên nhiều chiến công lớn cho vua Phổ trong cuộc Chiến tranh Bảy năm (1756 – 1763). Sau khi chiến tranh chấm dứt, Seydlitz làm quan thanh tra kỵ binh tại Schlesien và được phong cấp hàm Thượng tướng Kỵ binh vào năm 1767.

## Đầu đời
Friedrich Wilhelm von Seydlitz sinh ra tại Kalkar thuộc thị trấn Kleve (Phổ), nơi cha ông là Daniel Florian von Seydlitz - một thiếu tá kỵ binh đang đồn trú. Sau khi cha ông qua đời vào năm 1728, mẹ ông phải tự lực nuôi nấng Seydlitz trong nghèo túng. Tình cảnh này buộc gia đình Seydlitz phải gửi ông làm hầu trai cho bá tước Friedrich Wilhelm vùng Brandenburg-Schwedt – khi ấy là thủ trưởng trực tiếp của cha ông trong quân đội Phổ. Trong thời gian hầu hạ vị bá tước khét tiếng ăn chơi này, Seydlitz đã bộc lộ sự đam mê của ông đối với phụ nữ, thuốc lá, và nghệ thuật cưỡi ngựa. Ông sớm trở nên được biết đến như một kỵ sĩ thiện nghệ và liều lĩnh, thường không ngại phi nước đại qua các chướng ngại vật nguy hiểm (có lần ông đã phóng ngựa xuyên qua giữa các lá cánh quạt của một cối xay đang quay hết cỡ).

## Binh nghiệp
Năm 1740, Seydlitz được tuyển mộ làm lính thổi kèn trong trung đoàn thiết kỵ Phổ do bá tước vùng Brandenburg-Schwedt chỉ huy. Ông đã tham gia chiến đấu trong cuộc Chiến tranh Schlesien lần thứ nhất (1740 – 1742) giữa Phổ với Áo, và được phong quân hàm thiếu úy năm 1742. Cùng năm đó, ông bị một đội quân lớn của Áo vây khốn nhưng đã chiến đấu bến bỉ cho đến khi kiệt sức và bị bắt làm tù binh. Vua Phổ Friedrich Đại đế đã chứng kiến tận mắt trận đánh này và rất cảm kích trước sự gan dạ của Seydlitz, nên đã trao trả một đại úy tù binh Áo để đổi lấy người sĩ quan kỵ binh trẻ này. Sau chiến tranh, Friedrich thăng cấp đại úy cho Seydlitz và giao ông chỉ huy một khối kỵ binh trong Trung đoàn Khinh kỵ binh số 4. Ông đã xây dựng khối kỵ binh của mình thành một lực lượng tác chiến cực kỳ hiệu quả. Tiếp theo đó, ông tham chiến trong Chiến tranh Schlesien lần thứ hai (1744 – 1745), và sau trận Hohenfriedberg ông được lên cấp thiếu tá khi chỉ mới 24 tuổi.